# Толмачёв, Олег Васильевич
Оле́г Васи́льевич Толмачёв (19 августа 1919, Новониколаевск — 1 января 2008, Москва) — советский хоккеист, защитник. Мастер спорта СССР, заслуженный тренер России.

## Биография
Играл в хоккей с мячом в «Динамо» (Новосибирск) — 1936-37, «Динамо» (Барнаул) — 1938-39, «Динамо» (Иркутск) — 1940-42, «Динамо» (Москва) — 1945-47. Обладатель Кубка СССР (1947).
В 1946—1956 играл в хоккей с шайбой за московское «Динамо». В чемпионатах СССР провёл 149 матчей, забросил 45 шайб.
Чемпион СССР (1947, 1954), 2-й призёр чемпионатов СССР (1950, 1951), 3-й призёр чемпионатов СССР (1948, 1949, 1952-56). Обладатель Кубка СССР (1953), финалист Кубка СССР (1955, 1956). В сборной Москвы — 1948-52.
Впоследствии работал тренером московского «Динамо» (1956—1959, 1961—1962), старшим тренером новосибирского «Динамо» (1959—1961).
С сентября 1962 по 1979 работал в МИД СССР на должности дипкурьера.
Участник Великой Отечественной войны. Награждён орденом Отечественной войны II степени, медалью «За победу над Германией».
Похоронен на Востряковском кладбище.
Жена: Толмачёва (Седнева) Зинаида Васильевна, лыжница («Динамо» Москва), заслуженный мастер спорта.